# Арана, Сабино
Саби́но Ара́на Гои́ри (баск. Arana ta Goiri’taŕ Sabin; 25 января 1865, Абандо, Страна Басков — 25 ноября 1903, Педерналес, Страна Басков) — баскский политический деятель, националист, революционер, идеолог независимости Страны Басков от Испании. Сабино Арану часто называют «отцом басков».

## Биография
Сабино Арана Гойри родился в 1865 году в небольшом поселении Абандо в предместьях Бильбао. Отец Сабино — дон Сантьяго де Арана и Ансотеги — был яростным приверженцем карлизма и одним из главных спонсоров военных формирований традиционалистов в годы Второй карлистской войны (1872—1876). Разгром карлистов обернулся для их семьи финансовой катастрофой и стал для отца психологическим и эмоциональным ударом, который он так и не смог перенести. Начиная с 1876 года, Сантьяго де Арана впал в глубокую депрессию, граничившую с психозом, и в 1883 году скончался.
В 1876 году Сабино поступил в иезуитский колледж-интернат в Ордунье и провёл там 5 лет. Мальчик никогда не отличался крепким здоровьем, и тяжёлое заболевание туберкулёзом в 1881 году чуть не стоило ему жизни. Важным событием его жизни стала беседа с братом-националистом Луисом, произошедшая в 1882 году, после которой Сабино решил посвятить себя изучению языка и истории своего народа.
После смерти отца в 1883 году семья Арана переехала в Барселону, чтобы Сабино смог получить университетское образование в более мягком средиземноморском климате. По настоянию матери он поступил на факультет права, философии и литературы. Однако он не имел желания делать карьеру в этой специальности, поэтому почти не посещал занятия и вместо этого продолжал изучать баскский язык и литературу. В 1888 году Сабино Арана издал первую часть своей «Элементарной грамматики бискайского эускера», которая так и не была завершена.
В 1888 году умерла его мать, Сабино окончательно забросил учёбу в университете и вернулся в Бискайю. В том же году он подал заявку на должность преподавателя эускера на кафедре баскского языка, только что созданную при Институте Бильбао. Но не прошёл конкурс.
Политическая деятельность Араны, несмотря первоначально ограниченные масштабы, не без основания рассматривались центральными властями как опасные. Поэтому аресты и тюремные заключения, судебные процессы и запреты организаций и периодических изданий, создаваемых Араной, следовали одни за другими. Тем не менее, партия постепенно росла, и в 1898 году Сабино Арана был впервые избран в качестве депутата в местные органы власти, а в 1899 году в результате муниципальных выборов пятеро националистов вошли в состав городского совета Бильбао, пятеро — в Бермео, ещё несколько было избрано в Мундаке и Артеаге.
В мае 1902 года Сабино Арана в очередной раз попадает на полгода в тюрьму. Поводом к приговору послужила перехваченная поздравительная телеграмма, которая была написана Араной и предназначалась американскому президенту Рузвельту, в которой он поздравляет США с победой над Испанией в кубинской войне.
Это заключение подкосило и без того слабое здоровье Араны. У него быстро прогрессировала болезнь Аддисона. В сентябре 1903 года Сабино Арана по причине болезни ушёл с руководящих постов в партии, назначив в качестве своего преемника Анхеля де Сабала, а в ноябре 1903 года он скончался на тридцать восьмом году жизни.

## Политическая деятельность
У Араны уже не оставалось сомнений, что карлизм и другие движения, направленные на сохранение традиционного уклада жизни, не служили истинным интересам басков. Единственное спасение традиционной значимости сельской знати, к которой принадлежала его семья, виделось Аране в создании независимого баскского государства, для чего требовался не только общий язык, но и историко-юридические аргументы, подтверждающие право басков на независимое существование. В 1892 году он опубликовал брошюру Бискайя в борьбе за независимость, способствовавшую сплочению вокруг него группы единомышленников. 3 июня 1893 года он произнёс Ларрасабальскую речь, которая стала одним из основополагающих моментов баскского национализма.
Сабино Арана начал выпускать националистический журнал «Bizkaitarra», а в 1894 году создал культурное общество «Euskeldun Batzokija», позднее трансформировавшееся в Баскский Центр. На церемонии его открытия братья Сабино и Луис впервые представили публике баскский флаг икурринья.
Так как в баскских провинциях вплоть до конца XIX века отсутствовала единая письменная традиция, то Арана разработал новые принципы баскской орфографии и изложил их в «Лекциях по орфографии бискайского эускера» (1896). Помимо «Элементарной грамматики» и «Лекций по орфографии» из-под пера Араны вышли «Этимологический трактат баскских фамилий», книга для детского чтения и патриотический календарь, своего рода баскские святцы.
Арана считал, что баскский язык являлся одним из элементов баскской идентичности, поэтому его лингвистические идеи были сильно политизированы и направлены не на развитие языка как такового, а на утверждение уникальности басков и дальнейшее обособление их от испанцев. В соответствии с той ролью, которую он отводил языку, Арана был одержим лингвистическим пуризмом. Он считал необходимым исключить все заимствования из романских языков и заменить их баскскими неологизмами, изобретению которых он посвящал немало времени. Лингвистический пуризм Араны, граничивший с одержимостью, привёл к тому, что баскская филология превратилась в ещё одну разновидность национализма — лингвистическую.
Арана выступал за превосходство баскской расы, как самой древней и чистой расы Европы. При этом, в силу его радикализма и яростной враждебности Испании, этот расизм стал граничить с ксенофобией. В своих произведениях Арана проповедовал неприятие мигрантов и их потомков, рождённых на баскских землях, называя их человекоподобными существами (maketos) и приписывая им всевозможные пороки, которых, конечно же, были лишены чистокровные баски в силу своей принадлежности к более высокой расе.

### Политический портрет Сабино Араны
С самого начала Арана зарекомендовал себя как авторитарный и бескомпромиссный лидер. Через год после основания общества Euskeldun Batzokija из 50 членов-основателей осталось лишь 20 — большая часть была исключена руководителем по идеологическим и дисциплинарным мотивам. Тем не менее, благодаря харизме Араны, его абсолютной убежденности в своей правоте в 1895 году общество насчитывало уже 120 членов.
Окончательное политическое оформление баскского националистического движения произошло 31 июля 1895 года, с учреждением Бискайского Провинциального Совета (Bizkai-Buru-Batzar), который стал зародышем Баскской Националистической Партии.
Обязательным условием для вступления в созданную Араной националистическую партию являлось обладание четырьмя баскскими фамилиями, что гарантировало бы «чистоту крови» кандидата как минимум в двух поколениях. Луис Арана, брат Сабино, прежде чем жениться на своей возлюбленной родом из Уэски, заставил её поменять свои фамилии — вместо Эгуэс Эрнандес она стала Эгуарас Эрнандорена. Сам же Сабино, по свидетельству биографов, расторг помолвку со своей невестой, не отвечавшей вышеупомянутому критерию, и в дальнейшем призывал товарищей по партии следовать его примеру. 2 февраля 1900 года он женился на Николасе Ачика-Альенде, происхождение которой отвечало идеологическим критериям баскского национализма, однако настаивал, чтобы она перестала использовать компонент фамилии Альенде, и называл её Николе Ачика.
В своей деятельности Сабино Арана отличался не только принципиальностью, но и крайней нетерпимостью. Это отражалось как в его идеологических установках, так и в отношении к оппонентам. Так, например, известному наваррскому фуэристу, выдающемуся баскологу Артуро Кампиону, он вообще отказывал в праве судить о баскских проблемах по той лишь причине, что его фамилия была испанского происхождения. Сабино был абсолютно уверен в своей правоте и совершенно невосприимчив к критике, считая, что выпады как в его адрес, так и в адрес его кумиров были обусловлены лишь личным субъективным отношением.

### Основание Баскской националистической партии
Идеологический миф, разработанный Сабино Араной и оставленный в наследство Эускади, иногда определяют как антииспанство и антилиберализм. В своих выступлениях Арана называл басков «титульной нацией в своей отчизне». Современные испанские историки называют Арану «баскским Гитлером», однако Арана всегда был противником каких-либо этнических чисток против испанцев. Баскская националистическая партия родилась на свет 31 июля 1895 года, в день св. Игнатия де Лойолы, основателя Общества Иисуса, именуемого «иезуитским орденом». Структура и методы Товарищества настолько поразили воображение Сабино Араны, что свою партию он основывал втайне. Во главе БНП стоял совет избранных Bizkai-Bure-Batzar (Бискайское провинциальное собрание) из семи членов, главой был лично Арана.
Сабино Арана на съезде Баскской националистической партии:
«Испанец ещё ходил со сгорбленной спиной и на полусогнутых ногах, когда бискаец (житель провинции Бискайя) уже обладал элегантной походкой и благородными чертами лица. Бискаец — статен и мужественнен; испанец же либо вообще не знает, что такое стать, либо женственен в своей внешности. Бискаец энергичен и подвижен; испанец — ленив и неуклюж. Бискаец умен и способен во всех сферах деятельности; испанец глуп и тугодумен. Бискаец по натуре своей предприниматель; испанец же ничего не предпринимает и ничего не стоит. Бискаец рожден для того, чтоб быть сеньором, а не слугой; испанец же рожден лишь для того, чтобы быть вассалом или сервом».

### Отношение различных слоев населения
В то время как противники Араны обвиняли его в невысокой образованности, болезненной религиозности и экзальтированном патриотизме, в баскских националистических семьях был создан целый культ Сабино со своей иконографией и житийной литературой. В домах висели портреты «Учителя», а непременным элементом любой библиотеки была биография, написанная Сеферино Хемейном или Педро Басальдуа. Эта традиция продолжалась и во франкистскую эпоху запретов и гонений. Так, например, испанский поэт Хон Хуаристи вспоминает: «Детство и отрочество басков моего поколения, особенно из националистических семей, было наполнено подпольным культом памяти отца-основателя Сабино».

## Труды
- Libe / Либе (пьеса, 1903).
- Olerkijak / Стихотворения (сборник, 1919, издан посмертно).